# Festkogel
Festkogel är en bergstopp i Österrike. Den ligger i distriktet Imst och förbundslandet Tyrolen, i den västra delen av landet. Toppen på Festkogel är 3 038 meter över havet, eller 90 meter över den omgivande terrängen.
Den högsta punkten i närheten är Granatenkogel, 3 304 meter över havet, sydost om Festkogel.
Trakten runt Festkogel består i huvudsak av kala bergstoppar.